# 袋井市立聖隷袋井市民病院
袋井市立聖隷袋井市民病院（ふくろいしりつせいれいふくろいしみんびょういん、英語: Seirei Fukuroi Municipal Hospital）は静岡県袋井市にある病院である。袋井市が開設し、指定管理者として社会福祉法人聖隷福祉事業団が管理を行う。

## 概要
- 2013年5月、袋井市民病院と掛川市立総合病院が統合され、掛川市に掛川市・袋井市病院企業団立中東遠総合医療センターが開設。旧袋井市民病院施設の一部を活用し開院。
- 急性期病院からの転院、リハビリ目的の入院、在宅療養治療入院などを主に担っている。

## 沿革
- 2013年（平成25年） 5月 - 袋井市民病院施設の一部を活用し開院。社会福祉法人聖隷福祉事業団（本部：静岡県浜松市）が袋井市より指定管理者としての指定を受け運営管理を開始。
- 2014年（平成26年） 9月 - 療養病棟開設
- 2016年（平成28年） 4月 - 回復期リハビリテーション病棟開設

## 診療科
- 脳神経外科
- 整形外科
- 内科
- リハビリテーション科
- 耳鼻咽喉科

## 交通アクセス
- JR東海道本線袋井駅バスターミナル1番のりばより、秋葉バスサービス 秋葉線・秋葉中遠線「袋井市民病院」バス停下車（所要時間15分）
- 自家用車の場合、東名高速道路袋井ICより約5分、東名高速道路掛川ICより約15分。